# Cronologia del cinema
Aquest article és una cronologia del cinema, continguts audiovisuals comercials cronològicament ordenada per any d'estrena. Causa de la seva gran grandària, la línia de temps es divideix en petits articles, un per cada cada segle començant pel segle xix, un per cada dècada començant per la de 1870 i un per cada any des de 1826 fins a l'actualitat (a causa de contingut substancial).
La llista de 2025, i en les llistes per als anys següents, poden contenir estrenes que no han ocorregut encara.
Cada any s'anoten els seus esdeveniments significatius.
- segle xix en el cinema
- segle xx en el cinema:
  - Dècada de 1900 – 1910 – 1920 – 1930 – 1940 – 1950 – 1960 – 1970 – 1980 – 1990
- segle xxi en el cinema:
  - Dècada de 2000 – 2010 – 2020

## seglexixen el cinema
- 1886 – Louis Aimé Augustin Le Prince se li concedeix una patent dual americana d'un dispositiu de 16 lents que combina una càmera de cinema i projector.[1]
- 1887– Hannibal Goodwin sol·licita una patent per a la seva pel·lícula fotogràfica. Harvey Henderson Wilcox registra el seu ranxo a l'Oficina del Registrador del Comtat de Los Angeles i anomena la zona on es troba Hollywood. Es filma Man Walking Around a Corner.
- 1888 – La Roundhay Garden Scene, la pel·lícula conservada més antiga, va ser rodada a Leeds, West Yorkshire, Anglaterra per Le Prince en uns innovadors 20 fotogrames per segon. Thomas Edison descriu el concepte del quinetoscopi, un dispositiu primerenc de mostra de pel·lícules en moviment.
- 1889 – Eastman Kodak és la primera empresa a produir pel·lícules sobre una base transparent i flexible de cel·luloide. Les primeres imatges en moviment en pel·lícula de cel·luloide van ser realitzades a Hyde Park, Londres per William Friese Greene.
- 1890 – William Kennedy Dickson completa el seu treball per a Thomas Edison al cilindre quinetògraf en aquest any o el 1889. Monkeyshines No. 1 és la primera pel·lícula rodada amb aquest sistema.
- 1891 – Thomas Edison sol·licita una patent sobre una càmera de cinema, i ofereix la primera presentació pública del seu quinetoscopi per al National Federation of Women's Clubs («Federació Nacional de Clubs Femenins»).
- 1892 – El quinetoscopi és fabricat per William Kennedy Dickson, que és treballador de Thomas Edison. A França, Charles-Émile Reynaud inicia les projeccions públiques a París al Teatre Òptic, creant imatges en moviment de 15 minuts enrotllant bobines de centenars de dibuixos a través del seu praxinoscopi projector, similar al zoòtrop. La Eastman Company es va convertir en la Eastman Kodak Company. Max Skladanowsky desenvolupa una càmera i grava el seu primer metratge, però el seu inusual format d’imatge entrellaçada finalment el deixa sense poder exhibir-lo fins que el projector Bioskop es completés a finals de 1895.
- 1893 – Thomas Edison sol·licita la Patent #493.426 de "An Apparatus for Exhibiting Photographs of Moving Objects" («Un aparell per a exposició de fotografies d'objectes en moviment»), el quinetoscopi. Ell construeix el "primer estudi de cinema d'Amèrica", el Black Maria, a West Orange, Nova Jersey. L'estrena del quinetoscopi completat va ser celebrat el 9 de maig a l'Institut de Arts i Ciències de Brooklyn. La primera pel·lícula que es mostra públicament utilitza aquest sistema és Blacksmith Scene (o també anomenada Blacksmiths).
- 1894 – William Kennedy Dickson rep una patent per una pel·lícula cinematogràfica. Thomas Edison grava l'esternut de Fred Ott. La patent del cinematògraf per part d'Auguste i Louis Lumière, una càmera de cinema combinada i un projector.
- 1895 – El cinematògraf està patentat i el primer metratge va ser gravat el 19 de març. Els germans Lumière van realitzar la seva primera projecció privada de pel·lícules en moviment el 22 de març a L'Eden, el primer cinema del món (sala de cinema), a La Ciutat, França. Gaumont Pictures fou fundada per l'inventor i llavors convertit en enginyer Léon Gaumont. Als EUA, la Dickson Experimental Sound Film presenta dos homes ballant amb la música d’un violinista, en què consta que el documental The Celluloid Closet l'anomena "la primera referència del cinema gai". La primera projecció de pel·lícules on es cobra l'entrada té lloc el 28 de desembre al Salon Indien du Grand Café a París. La projecció històrica conté deu curtmetratges:[2]

1. La sortida dels obrers de la fàbrica, 46 segons
2. La Voltige ("Horse Trick Riders"), 46 segons
3. La Pêche aux Poissons Rouges ("Pesca de Peixos d'Or"), 42 segons
4. Le Débarquement du Congrès de Photographie à Lyon ("El Desembarcament del Congrés de Fotògrafs a Lió"), 48 segons
5. Les Forgerons ("Ferrers"), 49 segons
6. Le Jardinier (El regador regat), 49 segons
7. Le Repas de bébé ("L'esmorzar del bebè"), 41 segons
8. Le Saut à la Couverture ("Salt a la Manta"), 41 segons
9. La Place des Cordeliers à Lyon ("Plaça dels Cordeliers de Lió – una Escena de Carrer"), 44 segons
10. La Mer (Baignade en Mer) ("La Mar [Banyant-se al Mar]"), 38 segons

A Alemanya, Emil i Max Skladanowsky desenvolupen el seu propi projector de cinema i el posen a prova amb èxit l'1 de novembre a Berlín. El Sindicat de KMCD de William Kennedy Dickson, Henry Marvin, Herman Casler i Elias Koopman funden l'American Mutoscope and Biograph Company Nova Jersey. Woodville Latham i els seus fills desenvolupen el Latham Loop, que utilitza bucles solts de pel·lícula a banda i banda del moviment intermitent per evitar l'estrès en la pel·lícula. IT va debutar en l'eidoloscopi, que també és el primer format de pantalla panoràmica (1.85:1). Herman Casler de l'American Mutoscope Company (o també coneguda com a American Mutoscope and Biograph Company) fabrica la càmera Biograph 68 mm, que es convertirà en el primer format de pel·lícula de gran èxit en 68 mm (70 mm).
- 1896 – es funda la Pathé Frères. Al Regne Unit, Birt Acres i Robert W. Paul desenvolupen el seu propi projector de cinema, el Theatrograph (més tard conegut com a Animatograph). Georges Méliès compra un projector anglès de Robert William Paul i grava les seves primeres pel·lícules. Charles Francis Jenkins dissenya un projector anomenat Vitascopi. La primera sala de cinema als EUA dedicada exclusivament a les pel·lícules en moviment és Vitascope Hall a Canal Street de Nova Orleans, Louisiana. El primer petó en pantalla es produeix entre May Irwin i John Rice a The Kiss. La primera directora de cinema, Alice Guy-Blaché, presenta La fada de les cols. El cinema arriba a l’Índia quan els germans Lumière mostren la cinematografia a l'Hotel Watson de Bombai; consta de les sis curtmetratges en silenci Entrada del Cinematògraf, La Mer (Baignade en mer), L'Arrivée d'un Train en Gare de la Ciotat, Una Demolició, Dames i Soldats sobre Rodes i Sortie de l'usine Lumière à Lyon. Els germans Lumière també recorren Londres i Nova York.
- 1897 – es funda la Vitagraph a Nova York. La Càmera Prestwich és patentada a Anglaterra. Harischandra Sakharam Bhatvadekar, o també Save Dada, importa una càmera de cinema de Londres a un preu de 21 guinees[3] i filma el primer documental indi, un partit de lluita als Jardins Penjants de Bombai. Comencen les projeccions diàries de pel·lícules a Bombai per Clifton and Co.'s Meadows Street Photography Studio. 125 persones moren durant una projecció de cinema al Basar de Caritat de París quan una cortina s'incendia per l’èter usat per alimentar la làmpada del projector.
- 1898 – Méliès comença a produir pel·lícules sota la seva marca Star Film i dirigeix breus comercials. Hiralal Sen comença a filmar escenes de produccions cinematogràfiques al Teatre Clàssic de Calcutta.
- 1899 – L'Affaire Dreyfus i Ventafocs (és la primera versió de pel·lícula de la història) són realitzats per Méliès. Són les primeres pel·lícules de més de 100 metres de llargada amb muntatge, i la segona conté la primera fotografia dissolta (o esvaïda). Méliès també escriu i dirigeix Joana d'Arc, que elimina l'espectador de les relacions espacials i institucionalitza l’ús del primer pla.

## Dècada de 1900
- 1900 – Pel·lícula en moviment en color més antiga coneguda d'Edward Raymond Turner,[4] Sherlock Holmes Baffled, The Enchanted Drawing
- 1901 – Star Theatre, Scrooge, or, Marley's Ghost
- 1902 – Le Voyage dans la Lune
- 1903 – The Great Train Robbery, Life of an American Fireman
- 1904 – The Impossible Voyage; Titanus fou fundada
- 1905 – Adventures of Sherlock Holmes; or, Held for Ransom
- 1906 – The Story of the Kelly Gang, Humorous Phases of Funny Faces, Dream of a Rarebit Fiend; es funda Nordisk Film.
- 1907 – Ben Hur, L'Enfant prodigue
- 1908 – Fantasmagorie, The Taming of the Shrew, The Thieving Hand, The Assassination of the Duke of Guise, A Visit to the Seaside; primer ús de Kinemacolor; Pathé News inventa el noticiari
- 1909 – The Country Doctor, A Corner in Wheat, Les Misérables, Princess Nicotine; or, The Smoke Fairy; La pel·lícula de 35 mm esdevé un estàndard internacional.

## Dècada de 1910
- 1910 – In Old California, In the Border States, White Fawn's Devotion
- 1911 – L'Inferno, Defence of Sevastopol
- 1912 – Independenţa României, The Musketeers of Pig Alley; Es funden els primers estudis de Hollywood, Universal Pictures i Paramount Pictures.
- 1913 – The Bangville Police, Barney Oldfield's Race for a Life, Fantômas, Raja Harishchandra
- 1914 – The Perils of Pauline, Judith of Bethulia, Tillie's Punctured Romance, Cabiria
- 1915 – El naixement d'una nació, Les Vampires, The Tramp, A Fool There Was
- 1916 – Intolerance, The Queen of Spades, Gertie the Dinosaur, 20,000 Leagues Under the Sea, One A.M.; invenció del Technicolor
- 1917 – Rebecca of Sunnybrook Farm, A Man There Was, The Little Princess
- 1918 – Stella Maris, Mickey, Shifting Sands, A Dog's Life, Shoulder Arms
- 1919 – Blind Husbands, Lliris trencats, True Heart Susie, Male and Female, Dalagang Bukid, A Day's Pleasure; es funda la United Artists.

## Dècada de 1920
- 1920 – Way Down East, El gabinet del Dr. Caligari, The Golem: How He Came into the World, Dr. Jekyll and Mr. Hyde, The Mark of Zorro, The Flapper
- 1921 – The Four Horsemen of the Apocalypse, The Phantom Carriage, The Kid, Destiny, The Sheik
- 1922 – Nosferatu, Nanook of the North, Sang i arena, Esposes frívoles, Dr. Mabuse, der Spieler, The Little Rascals
- 1923 – Safety Last!, The Hunchback of Notre Dame, The Ten Commandments; Es funden Warner Bros. Pictures i Walt Disney Pictures; S'introdueix la pel·lícula de 16 mm.
- 1924 – Greed, Sherlock Jr., He Who Gets Slapped, Der letzte Mann; Es funden Columbia Pictures i Metro Goldwyn Mayer.
- 1925 – El cuirassat Potemkin, La gran desfilada, La quimera de l'or, The Phantom of the Opera, Ben-Hur
- 1926 – El maquinista de la General, Don Juan, The Son of the Sheik, Les aventures del príncep Ahmed
- 1927 – Sunrise: A Song of Two Humans, Napoléon, The Jazz Singer, Laurel i Hardy, Metropolis, The King of Kings, Wings
- 1928 – La Passion de Jeanne d'Arc, Lights of New York, The Circus, Steamboat Willie (el primer dibuix de Mickey Mouse), The Crowd; Es funda RKO Pictures.
- 1929 – Blackmail, El virginià, Pandora's Box, The Broadway Melody, Disraeli; Se celebren els 1rs Premis Oscar

## Dècada de 1930
- 1930 – Looney Tunes, All Quiet on the Western Front, Journey's End, Hell's Angels, Der blaue Engel, Abraham Lincoln, Animal Crackers, Anna Christie, The Divorcee, Tom Sawyer
- 1931 – Frankenstein, Dracula, El Dr. Jekyll i el Sr. Hyde, City Lights, M, The Public Enemy, Little Caesar
- 1932 – The Mummy, The Sign of the Cross, Shanghai Express, Scarface, Freaks, Grand Hotel; S'introdueix la pel·lícula de 8 mm.
- 1933 – King Kong, L'home invisible, Duck Soup, El carrer 42, Queen Christina, She Done Him Wrong
- 1934 – Va succeir una nit, Cleopatra, El sopar dels acusats, El jutge Priest, The Black Cat, The Three Stooges, Manhattan Melodrama, The Goddess
- 1935 – Una nit a l'òpera, Bride of Frankenstein, Captain Blood, Els trenta-nou graons, The Littlest Rebel, Rebel·lió a bord; 20th Century Fox i The Rank Organisation foren fundades
- 1936 – Modern Times, Mr. Deeds Goes to Town, My Man Godfrey, The Great Ziegfeld, Flash Gordon, Agent secret, Come and Get It
- 1937 – La Blancaneu i els set nans, La Grand Illusion, The Prisoner of Zenda, The Life of Emile Zola, Way Out West, Horitzons perduts, Pépé le Moko
- 1938 – Quina fera de nena!, Les aventures de Robin Hood, Alexandr Nevski, Angels with Dirty Faces, Jezebel, Boys Town
- 1939 – Allò que el vent s'endugué, El màgic d'Oz, Mr. Smith Goes to Washington, El geperut de Notre-Dame, Stagecoach, Gunga Din

## Dècada de 1940
- 1940 – Lluna nova, El raïm de la ira, The Philadelphia Story, The Great Dictator, Pinotxo, Fantasia, Rebecca, Tom i Jerry, The Mark of Zorro, The Shop Around the Corner, Miratge d'amor, El retorn a casa, All This, and Heaven Too, Enviat especial, La carta, El nostre poble, Sèrie Road to...
- 1941 – Ciutadà Kane, El falcó maltès, The Lady Eve, Que verda era la meva vall, El sergent York, Dumbo, The Wolf Man, Superman (sèrie animada original)
- 1942 – Casablanca, Els magnífics Amberson, Ser o no ser, La dona pantera, Bambi, Mrs. Miniver, Yankee Doodle Dandy
- 1943 – Heaven Can Wait, Phantom of the Opera, The Song of Bernadette, Shadow of a Doubt, The Ox-Bow Incident
- 1944 – Double Indemnity, Ivan el terrible, Part Primera, Meet Me in St. Louis, Tenir-ne o no, Laura, Història d'un detectiu, Gaslight
- 1945 – Que el cel la jutgi, Dies perduts, The Picture of Dorian Gray, Roma, ciutat oberta, Breu encontre, Lleveu àncores!, Spellbound
- 1946 – Que bonic que és viure, Notorious, My Darling Clementine, Song of the South, Grans esperances, El son etern, Els millors anys de la nostra vida; Se celebra el 1r Festival Internacional de Cinema de Canes
- 1947 – Miracle on 34th Street, La dama de Xangai, Llarga és la nit, Monsieur Verdoux, Retorn al passat
- 1948 – El lladre de bicicletes, El tresor de Sierra Madre, Riu Vermell, The Red Shoes, The Paleface; Se celebren els 1rs Premis BAFTA.
- 1949 – El tercer home, All the King's Men, Al roig viu, The Heiress, Whisky Galore!, Un dia a Nova York

## Dècada de 1950
- 1950 – Sunset Boulevard, Tot sobre Eva, Los Olvidados, Annie Get Your Gun, In a Lonely Place, Harvey, La Ventafocs, El pare de la núvia, Rashomon, Orphée, Nascuda ahir, Les mines del rei Salomó
- 1951 – A Streetcar Named Desire, Alícia al país de les meravelles, La reina d'Àfrica, Estranys en un tren, Un americà a París, El dia que la Terra s'aturà, Ace in the Hole, Scrooge, The Red Badge of Courage
- 1952 – Cantant sota la pluja, The Bad and the Beautiful, Sol davant el perill, This Is Cinerama, Ikiru, The Quiet Man, Moulin Rouge, Limelight; primeres pel·lícules en 3D.
- 1953 – Peter Pan, D'aquí a l'eternitat, Contes de Tòquio, Els contes de la lluna pàl·lida després de la pluja, Madame de..., Jane Calamitat, Melodies de Broadway, Trouble in Store, Arrels profundes, La túnica sagrada, Salomé; Els senyors prefereixen les rosses, primer ús de CinemaScope; Es funda el grup de publicitat de cinema britànic Pearl & Dean.
- 1954 – Set samurais, 20,000 Leagues Under the Sea, La finestra indiscreta, Crim perfecte, La Strada, Nadal blanc, Sansho Dayu, La llei del silenci, Godzilla, A Star Is Born, Animal Farm, Viatge a Itàlia
- 1955 – Rebel sense causa, To Catch a Thief, La nit del caçador, La paraula, Pather Panchali, Escala a Hawaii, La dama i el rodamón, Marty, The Court Jester, Oklahoma!
- 1956 – Els Deu Manaments, Carousel, The King and I, Gegant, Alta societat, Centaures del desert, Escrit en el vent, La invasió dels lladres de cossos, Forbidden Planet, La volta al món en vuitanta dies
- 1957 – Dotze homes sense pietat, El setè segell, Maduixes silvestres, El pont del riu Kwai, Xantatge a Broadway, Camins de glòria, Tron de sang, Old Yeller
- 1958 – Vertigen (D'entre els morts), Gigi, La gata sobre la teulada de zinc, South Pacific, Touch of Evil, Ashes and Diamonds, Jalsaghar, El meu oncle, Quan passen les cigonyes, The Blob, Fugitius, Sèrie Carry On
- 1959 – Ningú no és perfecte, Ben-Hur, Shake Hands with the Devil, Perseguit per la mort, Anatomia d'un assassinat, La Bella Dorment, Rio Bravo, Pickpocket, Pillow Talk, The Mouse That Roared

## Dècada de 1960
- 1960 – Psicosi, Al final de l'escapada, Èxode, Espàrtac, L'apartament, The Alamo, La Dolce Vita, L'aventura, La quadrilla dels onze, Els set magnífics, La màquina del temps, Pollyanna, Eyes Without a Face, Swiss Family Robinson, Elmer Gantry, Sons and Lovers, Tres vides errants
- 1961 – West Side Story, Els judicis de Nuremberg, Divorci a la italiana, Mercenari, Esmorzar amb diamants, 101 dàlmates, Rebombori al cel, Els canons de Navarone, A Majority of One, Un gàngster per a un miracle
- 1962 – Lawrence d'Aràbia, To Kill a Mockingbird, sèrie de pel·lícules de James Bond, El missatger de la por, La infància d'Ivan, Què se n'ha fet, de Baby Jane?, Lolita, Les dimanches de Ville d'Avray
- 1963 – Els ocells, Hud, El botxí, The Haunting, La gran evasió, Els lliris dels prats, 8½, Cleopatra, La conquesta de l'Oest, El món és boig, boig, boig, La Pantera Rosa, El professor guillat, Jàson i els argonautes
- 1964 – Mary Poppins, A Hard Day's Night, Per un grapat de dòlars, My Fair Lady, Dr. Strangelove, La dona de les dunes, Ahir, avui i demà, sèrie Up
- 1965 – Somriures i llàgrimes, Doctor Zhivago, Per qualche dollaro in più, La gran cursa, Cat Ballou, Repulsió
- 1966 – Persona, Qui té por de Virginia Woolf?, El bo, el lleig i el dolent, El Iang-tsé en flames, Un home per a l'eternitat, La Battaglia di Algeri, Fantastic Voyage, Nascuda lliure, Alfie, Els àngels de l'infern
- 1967 – Bonnie i Clyde, El graduat, La llegenda de l'indomable, En la calor de la nit, Dont Look Back, El llibre de la selva, Els dotze del patíbul, Els productors, Doctor Dolittle, Millie, una noia moderna
- 1968 – 2001: una odissea de l'espai, Fins que li va arribar l'hora, La llavor del diable, La nit dels morts vivents, El planeta dels simis, Oliver!, Chitty Chitty Bang Bang, The Love Bug, Yellow Submarine, Bullitt, Teus, meus i nostres, Funny Girl
- 1969 – Cowboy de mitjanit, Valor de llei, Easy Rider, Z, Butch Cassidy and the Sundance Kid, Grup salvatge, Sweet Charity, Hello, Dolly!, Un treball a Itàlia

## Dècada de 1970
- 1970 – Love Story, Performance, Els Aristogats, Five Easy Pieces, Patton, M*A*S*H, The Conformist, Woodstock, Tora! Tora! Tora!, Airport, Let It Be, Two Mules for Sister Sara; Apareixen les primeres pel·lícules en IMAX.
- 1971 – The French Connection, La taronja mecànica, Un món de fantasia, Harry el Brut, L'última projecció, El violinista a la teulada, Billy Jack, Les nits roges de Harlem, Duel, L'assassí implacable, Bedknobs and Broomsticks
- 1972 – El Padrí, Aguirre, la còlera de Déu, El discret encant de la burgesia, Solaris, Crits i murmuris, Deep Throat, L'últim tango a París, Què em passa, doctor?, Cabaret, L'aventura del Posidó
- 1973 – L'exorcista, Amenaça a l'ombra, Badlands, Amarcord, El cop, Enter the Dragon, Mean Streets, American Graffiti, Lluna de paper, The Wicker Man, Papillon
- 1974 – Una dona ofuscada, El Padrí II, Chinatown, La conversa, El jove Frankenstein, Selles de muntar calentes, The Texas Chain Saw Massacre, El colós en flames, Això és l'espectacle
- 1975 – Tauró, Algú va volar sobre el niu del cucut, Barry Lyndon, Tarda negra, Nashville, The Rocky Horror Picture Show, Monty Python and the Holy Grail; Apareixen al mercat de masses els videocassettes.
- 1976 – Taxi Driver, Rocky, Network, Carrie, Tots els homes del president, In the Realm of the Senses, Novecento, Ha nascut una estrella, La fuga de Logan, La profecia, Bugsy Malone, The Outlaw Josey Wales
- 1977 – La guerra de les galàxies, Annie Hall, Un pont massa llunyà, Encontres a la tercera fase, Febre del dissabte nit, Providence, Pete's Dragon, The Many Adventures of Winnie the Pooh, The Hills Have Eyes, Suspiria, Eraserhead
- 1978 – Halloween, El despertar dels zombis, Grease, L'Exprés de Mitjanit, Days of Heaven, El caçador, Superman, Up In Smoke, National Lampoon's Animal House, Watership Down
- 1979 – Apocalypse Now, Mad Max, La vida de Brian, Alien, Kramer vs. Kramer, Manhattan, Stàlker, Star Trek: La pel·lícula, The Muppet Movie

## Dècada de 1980
- 1980 – The Shining, Toro salvatge, Gent corrent, Kagemusha, Airplane!, Caddyshack, The Blues Brothers, Flash Gordon, Divendres 13, Fame, Com eliminar el seu cap, Coal Miner's Daughter, L'home elefant, Glòria, Private Benjamin
- 1981 – A la recerca de l'arca perduda, On Golden Pond, Carros de foc, Diners caiguts del cel, El submarí, Rojos, Impacte, Possessió infernal, Arthur, el solter d'or, Cannonball Run, Scanners, Els herois del temps, Clash of the Titans, An American Werewolf in London
- 1982 – ET, l'extraterrestre, Blade Runner, La decisió de la Sophie, Poltergeist, Fitzcarraldo, Fanny i Alexander, Tootsie, Gandhi, Tron, Star Trek 2: La còlera del Khan, Límit: 48 hores, Annie, Acorralat, Fast Times at Ridgemont High, The Thing, The Dark Crystal, Oficial i cavaller
- 1983 – Michael Jackson's Thriller, Sans Soleil, L'Argent, La força de la tendresa, The King of Comedy, Escollits per a la glòria, Negocis arriscats, Nostalghia, Flashdance, Trading Places, A Christmas Story, Impacte sobtat, Sleepaway Camp, Scarface, Per fi ja són vacances; Es desenvolupa el sistema de so THX.
- 1984 – This Is Spinal Tap, Amadeus, The Karate Kid, The Terminator, Hi havia una vegada a Amèrica, Els caçafantasmes, París, Texas, Gremlins, Footloose, Boja acadèmia de policia, A Nightmare on Elm Street, Aurora roja, Beverly Hills Cop, The NeverEnding Story
- 1985 – Retorn al futur, Vine i mira, Ran, Brazil, Shoah, Out of Africa, The Breakfast Club, El color púrpura, Cocoon, Els Goonies, Pee-wee's Big Adventure, Una habitació amb vista
- 1986 – Vellut blau, Aliens, Offret, Ferris Bueller's Day Off, Compta amb mi, Hannah i les seves germanes, Platoon, Top Gun, Crocodile Dundee, Fievel i el nou món, Els Tres Amigos, Laberint, La mosca, Curtcircuit, Little Shop of Horrors
- 1987 – Atracció fatal, El cel sobre Berlín, Els dublinesos, Dirty Dancing, La princesa promesa, Evil Dead II, Full Metal Jacket, L'últim emperador, Wall Street, Encís de lluna, Esperança i glòria, Arizona baby, Sid & Nancy, Maniquí, L'esbojarrada història de les galàxies, Predator, Good Morning, Vietnam, RoboCop, El xip prodigiós, Planes, Trains and Automobiles, Joves ocults
- 1988 – Rain Man, The Last Temptation of Christ, El meu veí Totoro, Midnight Run, Inseparables, Qui ha enredat en Roger Rabbit?, Difícil de matar, Beetlejuice, Akira, Acusats, El ninot diabòlic, Heathers, Big, Agafa-ho com puguis
- 1989 – Do the Right Thing, Tot passejant Miss Daisy, La Sireneta (a partir de la Disney Renaissance), Delictes i faltes, Wallace i Gromit, The Abyss, Close-Up, Batman, Un peix anomenat Wanda, Bill and Ted's Excellent Adventure, Born on the Fourth of July, El club dels poetes morts, Camp de somnis, Honey, I Shrunk the Kids, Quan en Harry va trobar la Sally; primera publicació d’Empire

## Dècada de 1990
- 1990 – Sol a casa, Un dels nostres, Ghost, Cor salvatge, Edward Scissorhands, Mort entre les flors, Ballant amb llops, House Party, Desafiament total, Poli de guarderia, Pretty Woman, Troll 2, Misery, Journey of Hope, Tremors, La caça de l'Octubre Roig, Cry-Baby, Joe contra el volcà, Mermaids, Postals des de Hollywood, Les Tortugues Ninja, Despertar
- 1991 – El silenci dels anyells, Terminator 2: Judgment Day, La bella i la bèstia, JFK, A Brighter Summer Day, Thelma i Louise, La família Addams, La meva noia, Hot Shots!, Els nois del barri, Li diuen Bodhi
- 1992 – Sense perdó, Aladdin, Reservoir Dogs, El joc de Hollywood, Instint bàsic, Joc de llàgrimes, Alguns homes bons, Indoxina, El guardaespatlles, Elles donen el cop, Sister Act, Pure Country, Dos bojos amb sort
- 1993 – La llista de Schindler, El piano, En el nom del pare, Atrapat en el temps, Parc Juràssic, Filadèlfia, Trilogia de Three Colors, Malson abans de Nadal, Mrs. Doubtfire, Hocus Pocus, Màxim risc, The Firm, Alguna cosa per recordar, L'exèrcit de les tenebres, Dazed and Confused, Amor a boca de canó, Allibereu Willy
- 1994 – Forrest Gump, Pulp Fiction, Cadena perpètua, El rei lleó, Llegendes de passió, Clerks, Entrevista amb el vampir, True Lies, Speed, Maverick, La màscara, El professional, Ace Ventura: Pet Detective, Dos ximples molt ximples, Quatre bodes i un funeral
- 1995 – Braveheart, Se7en, Toy Story, Heat, A Moment of Innocence, 12 Monkeys, Sospitosos habituals, Apol·lo 13, Babe, Jumanji, Leaving Las Vegas, Sentit i sensibilitat, Duel al Bronx, Dos policies rebels, Fora d'ona, trilogia de Before; Es publiquen els primers DVD.
- 1996 – Fargo, Breaking the Waves, Trainspotting, El geperut de Notre Dame, Independence Day, Jerry Maguire, El pacient anglès, Flirtejant amb el desastre, That Thing You Do!, Happy Gilmore, Scream, Space Jam, Volant en llibertat, Mars Attacks!, Dragonheart, Missió: Impossible
- 1997 – Titanic, Homes de Negre, Boogie Nights, El gust de les cireres, Hana-bi, L.A. Confidential, Good Will Hunting, La vida és bella, Jackie Brown, El cinquè element, Perseguint l'Amy, La Princesa Mononoke, I Know What You Did Last Summer, Kundun, The Full Monty, Anastàsia, Austin Powers
- 1998 – Salvem el soldat Ryan, American History X, The Thin Red Line, Shakespeare in Love, El gran Lebowski, Hora punta, The Truman Show, Mulan, Buffalo 66, Rushmore, La màscara del Zorro, Bulworth, Blade, Tens un e-mail, El noi ideal, Gods and Monsters, Lock, Stock and Two Smoking Barrels, There's Something About Mary, Por i fàstic a Las Vegas
- 1999 – American Beauty, Matrix, The Sixth Sense, Fight Club, Magnolia, El projecte de la bruixa de Blair, South Park: Bigger, Longer & Uncut, Eyes Wide Shut, The Iron Giant, Todo sobre mi madre, Stuart Little, Innocència interrompuda, American Pie, 10 Things I Hate About You, Drop Dead Gorgeous, Notting Hill, The Mummy, Topsy-Turvy, Office Space, Galaxy Quest, The Green Mile, Being John Malkovich

## Dècada de 2000
- 2000 – Desitjant estimar, Tigre i drac, Platform, Memento, Erin Brockovich, Nàufrag, Gladiator, Remember the Titans, Chicken Run, Billy Elliot, A totes, O Brother, Where Art Thou?, American Psycho, Els pares d'ella, Dinosaure, Traffic, X-Men, High Fidelity, trilogia d’Eastrail 177, Final Destination, Before Night Falls, Gairebé famosos, Rèquiem per un somni, Best in Show, Quills, Love and Basketball, The Virgin Suicides, Chocolat, Miss agent especial, Scary Movie, El patriota; Es mostra la primera projecció de cinema digital a Europa per Philippe Binant
- 2001 – Mulholland Drive, The Royal Tenenbaums, trilogia de pel·lícules de El Senyor dels Anells, sèrie de pel·lícules de Harry Potter, Una ment meravellosa, Spirited Away, Shrek, Donnie Darko, The Fast and the Furious, Moulin Rouge!, Monster's Ball, Monsters, Inc., Una rossa molt legal, Zoolander, Training day: dia d'entrenament, Black Hawk abatut, A.I. Artificial Intelligence, Spy Kids, Super Troopers, Amélie, Bridget Jones's Diary, Ocean's Eleven
- 2002 – Cidade de Deus, Hable con ella, Minority Report, Spider-Man, El pianista, Chicago, L'arca russa, Les hores, The Quiet American, Lilo & Stitch, Gangs of New York, Bowling for Columbine, Un nen gran, Frieda, In America, L'habitació del pànic, 28 Days Later, Punch-Drunk Love, The Ring, My Big Fat Greek Wedding, Better Luck Tomorrow, Catch Me If You Can, The Bourne Identity, Adaptation: el lladre d'orquídies, Bend It Like Beckham, 8 Mile
- 2003 – Oldboy, Kill Bill, Elephant, Monster, Pirates of the Caribbean: The Curse of the Black Pearl, Buscant en Nemo, Love Actually, Lost in Translation, Johnny English, Big Fish, El mexicà, L'últim samurai, The Room, Cold Mountain, Elf, School of Rock
- 2004 – Eternal Sunshine of the Spotless Mind, The Passion of the Christ, Million Dollar Baby, Els increïbles, Entre copes, Hotel Rwanda, Der Untergang, Friday Night Lights, L'aviador, Spider-Man 2, Closer, Saw, Ray, Mean Girls, El reporter, Napoleon Dynamite, Alguna cosa en comú, El quadern de Noah, Descobrir el País de Mai Més, Team America: La policia del món, trilogia de Three Flavours Cornetto, Hellboy, Polar express, Bob Esponja: la pel·lícula, The Life Aquatic with Steve Zissou
- 2005 – Caché, El nou món, Brokeback Mountain, La mort del senyor Lazarescu, Una història de violència, Pride & Prejudice, A la corda fluixa, Batman Begins, El viatge de l'emperador, Munich, Serenity, Sin City, Bona nit i bona sort, Crash, Verge als 40, King Kong (pel·lícula de 2005), Capote
- 2006 – Children of Men, El laberinto del fauno, Infiltrats, Dreamgirls, La vida dels altres, El truc final, La reina, Happy feet: trencant el gel, Borat, Petita Miss Sunshine, Night at the Museum, La recerca de la felicitat, Inside Man, The History Boys, An Incovenient Truth, The Holiday, The Last King of Scotland, Serps a l'avió, Babel, United 93; Es publiquen els primers Blu-rays.
- 2007 – 300, Sóc llegenda, Ratatouille, Pous d'ambició, Enmig de la Natura, No Country for Old Men, Expiació, Juno, The Simpsons Movie, Michael Clayton, Supersortits, Enchanted, Alvin and the Chipmunks, American Gangster, Grindhouse, Once, Transformers, La vida en rosa, Zodiac, Knocked Up, The Darjeeling Limited, Sweeney Todd: el barber diabòlic del carrer Fleet
- 2008 – El cavaller fosc, Marvel Cinematic Universe, Mamma Mia!, WALL-E, Gran Torino, Slumdog Millionaire, El lluitador, Em dic Harvey Milk, Vicky Cristina Barcelona, Frost/Nixon, Cloverfield, Son of Rambow, L'intercanvi, Taken, Crepuscle, Marley & Me, Germans per pebrots, In Bruges, Bronson, Man on Wire, Revoultionary Road, El lector, El curiós cas de Benjamin Button
- 2009 – Maleïts malparits, Avatar, Up, El secreto de sus ojos, Mary and Max, Districte 9, The Princess and the Frog, Star Trek, Ressaca a Las Vegas, Up in the Air, Coraline, In the Loop, Benvinguts a Zombieland, Sherlock Holmes, Crazy Heart, Precious, En terra hostil, Michael Jackson's This Is It

## Dècada de 2010
- 2010 – El cigne negre, Origen, El discurs del rei, Tangled, La xarxa social, Winter's Bone, Com ensinistrar un drac, 127 hores, Alice in Wonderland, The Town: ciutat de lladres, True Grit, Gru, el meu dolent preferit, The Fighter, Scott Pilgrim vs. the World, Kick-Ass, Els nois estan bé, Shutter Island, The Runaways, Machete, Easy A, Red, I Love You Phillip Morris, Blue Valentine
- 2011 – The Artist, Drive, Intocable, Hugo, Nader i Simin, una separació, L'arbre de la vida, Millennium: Els homes que no estimaven les dones, Midnight in Paris, Bridesmaids, The Descendants, War Horse, Moneyball, Amor, boig i estúpid, El talp, The Muppets, The Help, The Cabin in the Woods, Super 8, Rise of the Planet of the Apes, Les aventures de Tintín: El secret de l'Unicorn
- 2012 – La vida de Pi, trilogia de pel·lícules de El hòbbit, Argo, Lincoln, Django desencadenat, Les Misérables, Prometheus, Ted, La part positiva de les coses, Donant la nota, 21 Jump Street (pel·lícula), Magic Mike, Moonrise Kingdom, En Ralph, el destructor, Looper, The Best Exotic Marigold Hotel, The Master, Bèsties del sud salvatge, Brave (Indomable), Zero Dark Thirty, Amor, Els jocs de la fam, El cavaller fosc: la llegenda reneix
- 2013 – The Wolf of Wall Street, 12 anys d'esclavitud, Gravity, Bhaag Milkha Bhaag, Rush, Frozen: El regne del gel, American Hustle, Filth, Dallas Buyers Club, Capità Phillips, Her, Under the Skin, La vida d'Adèle, Presoners, L'expedient Warren, Inside Llewyn Davis, Frances Ha, Nebraska, Pacific Rim, World War Z, Philomena, This is the End, Blue Jasmine
- 2014 – Interstellar, Boyhood, The Grand Budapest Hotel, La Lego pel·lícula, Birdman, Whiplash, Paddington, American Sniper, Into the Woods, Big Hero 6, Selma, Al límit de l'endemà, Godzilla, Gone Girl, Frank, Foxcatcher, Nightcrawler, John Wick, Wild, The Imitation Game (Desxifrant l'Enigma), The Theory of Everything
- 2015 – Mad Max: fúria a la carretera, The Revenant, The Hateful Eight, Del revés, Spotlight, The Martian, Ex Machina, Shaun the Sheep Movie, Bridge of Spies, Kingsman: The Secret Service, The Big Short, Room, The Peanuts Movie, Cinderella, Carol, Creed, Furious 7, Amy, The DUFF, Sicario, Straight Outta Compton
- 2016 – Zootròpolis, La La Land, Deadpool, Moana, Sing Street, Arrival, Manchester by the Sea, Moonlight, Hacksaw Ridge, Fences, Your Name, Lion, El llibre de la selva, La donzella, Don't Breathe, Jo, Daniel Blake, Silence, Hidden Figures, Comancheria
- 2017 – The Shape of Water, Wonder Woman, Get Out, Coco, Dunkerque, Logan, It, The Disaster Artist, Paddington 2, Baby Driver, Els arxius del Pentàgon, I, Tonya, Blade Runner 2049, The Silent Child, The Big Sick, Wonder, Call Me by Your Name, A Silent Voice, Phantom Thread, Lady Bird, Ayla: The Daughter of War, The Florida Project, Three Billboards Outside Ebbing, Missouri, Darkest Hour, Jumanji: Welcome to the Jungle, The Greatest Showman, Star Wars: Els últims Jedi; Surt a la llum l'escàndal de Harvey Weinstein.
- 2018 – Bohemian Rhapsody, Spider-Man: Un nou univers, A Star Is Born, The Favourite, Capernaum, Roma, Ready Player One, Eighth Grade, Bumblebee, Mary Poppins Returns, A Simple Favor, A Quiet Place, Suspiria (pel·lícula de 2018), Hereditary, Crazy Rich Asians, Teen Titans Go! To the Movies, Can You Ever Forgive Me?, Stan & Ollie, BlacKkKlansman, Annihilation, El primer home, Green Book, Free Solo, Un assumpte de família, Avengers: Infinity War.
- 2019 – Joker, Rocketman, El Camino, Pokémon: Detectiu Pikachu, Shazam!, The Irishman, The Farewell, Once Upon a Time in Hollywood, The Peanut Butter Falcon, Us, Ready or Not, The Lighthouse, Crawl, Alita: Battle Angel, Marriage Story, Punyals per l'esquena, Honey Boy, Booksmart, Blinded by the Light, Fighting with My Family, The Lion King (pel·lícula de 2019), Pavarotti, Uncut Gems, A Beautiful Day in the Neighborhood, Avengers: Endgame, Toy Story 4, Captain Marvel, Spider-Man: Far From Home, Star Wars: L'ascens de Skywalker.

## Dècada de 2020
- 2020 – Godzilla vs. Kong, Onward, Soul, Mulan, Tenet, The Many Saints of Newark, Artemis Fowl, Jungle Cruise, The One and Only Ivan, The Conjuring 3
- 2021 – Avatar 2, Indiana Jones 5, Cruella, Wicked